# 33 RPM

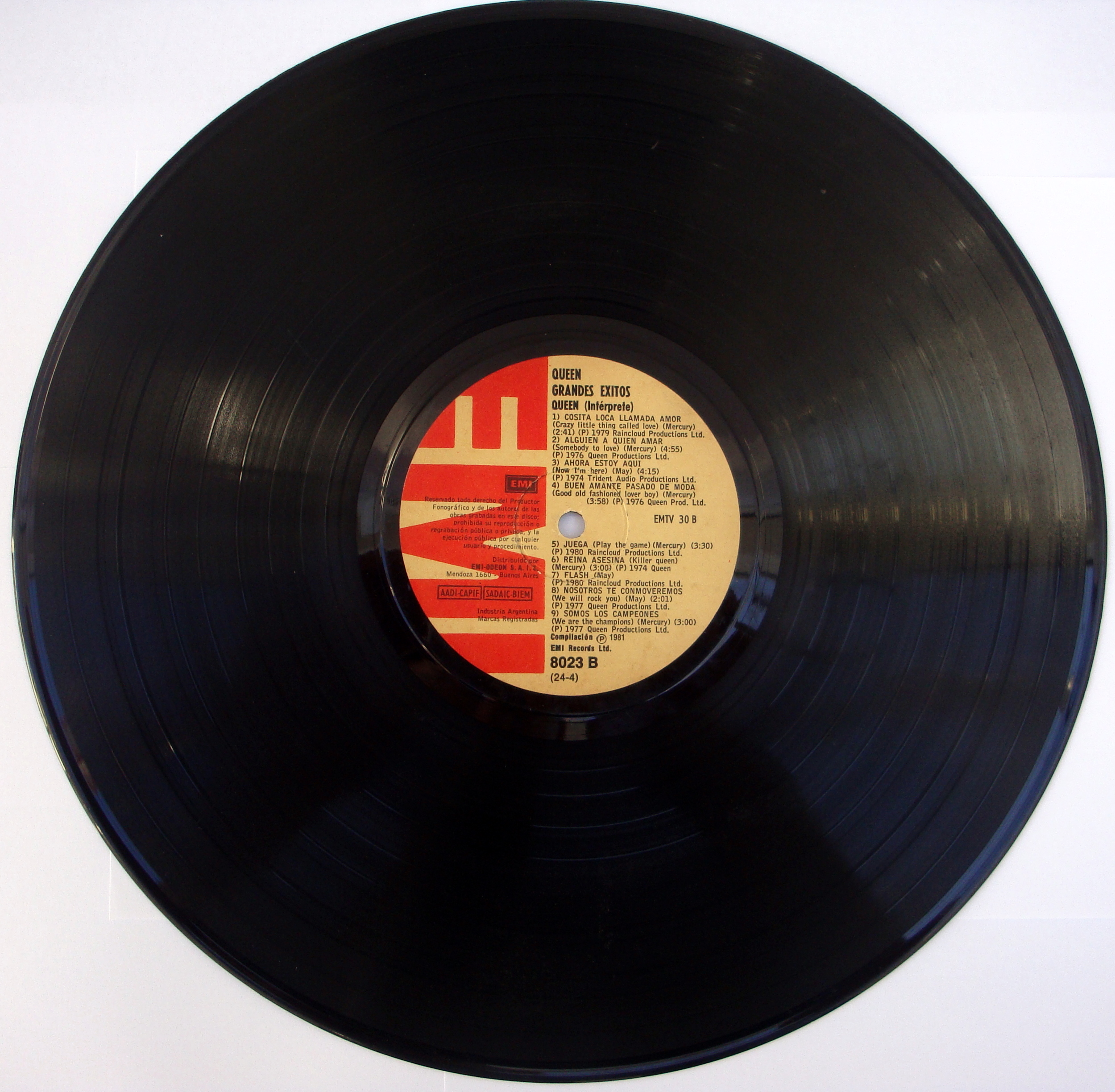
Clásico disco de vinilo, también llamado LP, de 33 RPM.

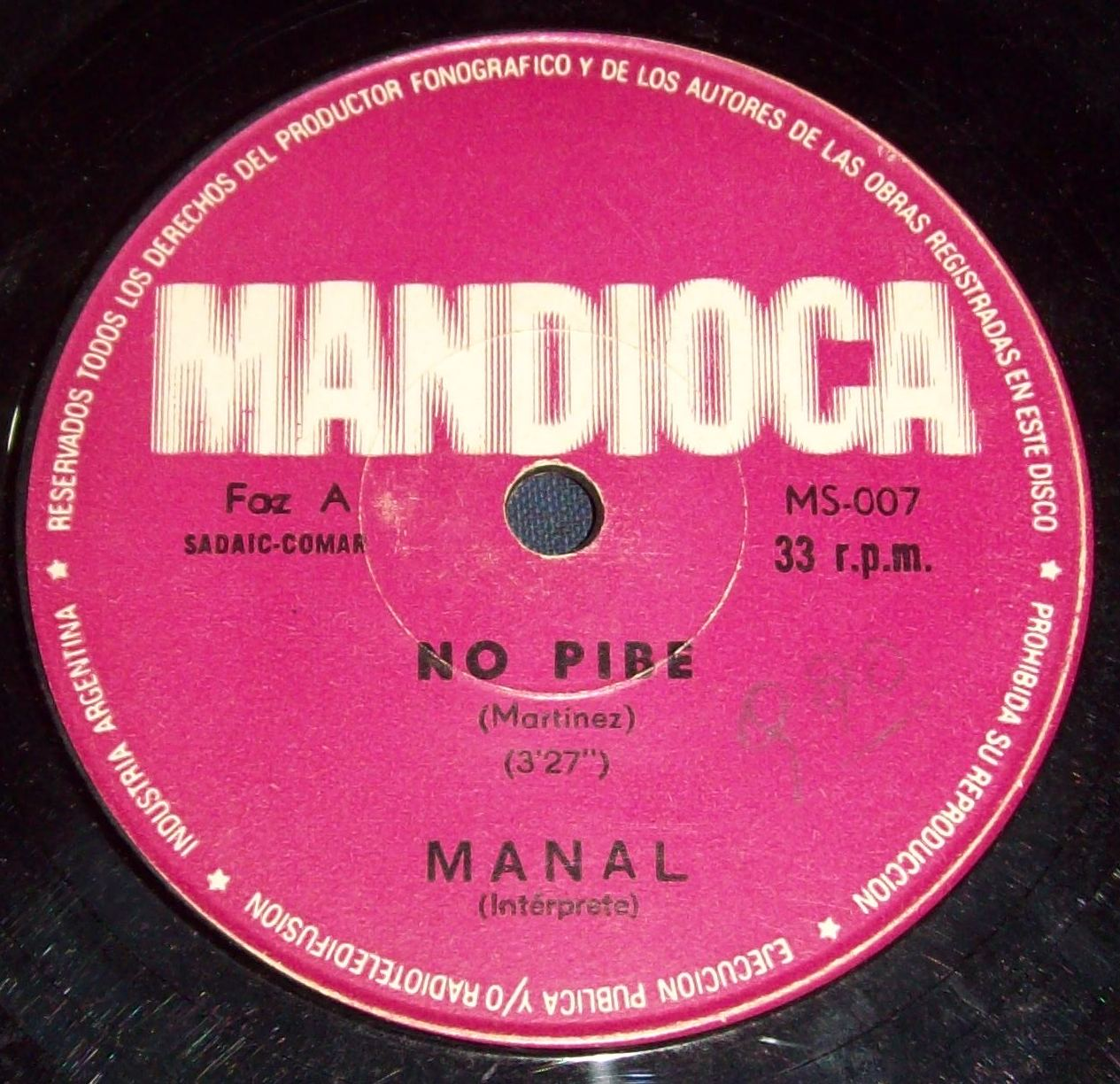
Sencillo de 7" pulgadas de 33 RPM.

33 RPM (33 revoluciones por minuto o 33⅓ revoluciones por minuto) es un acrónimo para las grabaciones en discos de vinilo. Se utiliza como denominación para un formato de grabación sonoro muy usado actualmente en publicaciones en vinilo.

## Breve historia
Es la velocidad más usada a la hora de grabar discos de vinilo por la fidelidad. Generalmente en discos de 12", de 7" (sencillos), aunque también durante algún tiempo se usaron discos de gramófono de 10" (hoy en desuso). RCA Victor empezó a utilizar por primera vez esta nueva velocidad en 1931, con la idea de que en un disco entre más tiempo de grabación. Los discos de vinilo grabados a 33 RPM también son muy conocidos por ser llamados LP (Long Play, larga duración) esta denominación es por la diferencia entre la duración de un disco de 78 RPM frente a uno de 33 RPM.
Los primeros discos de 33 RPM salieron a la venta justo en la época de la gran depresión de 1929. Al coincidir justo con esta gran crisis, no tuvieron éxito, ya que el nuevo formato implicaba comprar nuevos equipos.
En 1948, los discos de doce pulgadas (30 cm) también por mucho tiempo conocidos como LP, fueron presentados por la empresa de Columbia Records en una rueda de prensa en Nueva York el 21 de junio de 1948.

## Características
En comparación, el microsurco en un disco de 33 RPM era tan fino como un cabello humano, abarca unos 118 surcos por centímetro, en cambio los discos de 78 RPM solo tenían 33 surcos por centímetro. En comparación: un disco de 33 RPM equivale a cinco discos de 78 RPM, los nuevos discos eran también más livianos. Además, en una estantería de 2,4 metros de largo de discos de 78 RPM, ahora con el nuevo formato solo basta con medio metro para guardar la misma cantidad.
En un principio se empleaba este formato para la grabación en discos de 12" de diámetro, pero más tarde se empleó también para grabar sencillos de 7" a esta velocidad. Esta velocidad es usada aún en la actualidad, de hecho es la más usada, aunque las discográficas hacen lanzamientos en 45 RPM, en discos de 10".
Aunque la mayor parte de LP fueron grabados a 33 RPM, por la alta fidelidad algunos se siguieron grabando en 45 RPM, sobre todo los sencillos. Algunas grabaciones (principalmente la voz), fueron ecualizadas para grabar en 16 RPM y tratar de evitar el «ruido a púa», pero sin éxito. De los años 1950 a los años 1970 era posible comprar tocadiscos con las cuatro velocidades: 16, 33, 45 y 78 RPM.